# 1753 в науці
1753 рік в науці і технологіях пов'язаний з деякими історичними подіями.

## Астрономія
- «Атмосфера Місяця» Руджера Бошковіча демонструє відсутність атмосфери на Місяці.[1]

## Ботаніка
- 1 травня публікація Карла Ліннея Species Plantarum була початком Біноміальної номенклатури.[2]
- Червень — створення у Флоренції академії Георгофілі, найстарішої в світі спільноти, присвяченої агрономії та науковому сільському господарству.

## Хімія
- Клод Жоффруа демонструє, що вісмут відрізняється від свинцю і олова.[3][4][5]

## Комп'ютерні науки
- 1 січня — Ретроспективно, мінімальне значення дати для поля datetime в SQL Server (до версії 2005), оскільки це перший повний рік після прийняття Великою Британією григоріанського календаря.

## Медицина
- Джеймс Лінд опудлікував перше видання Трактата про цингу (хоча це мало помітили в цей час).[6]

## Технології
- Бенджамін Франклін винайшов громовідвід, після його експериментів з повітряним змієм,електричним дзвінком, шовковою ниткою та ключем 1752 року.
- Джордж Семпл використовував гідравлічне вапно і цемент в перебудуванні ессекського моста в Дубліні.[7]

## Нагороди
- Медаль Коплі: Бенджамін Франклін.

## Народилися
- 26 березня — сер Бенджамін Томпсон, грав Румфорд, англо-американський фізик.
- 28 квітня — Франц Карл Ахард хімік.
- 3 серпня — Чарльз Станхоуп, 3-й граф Станхоуп, британський державний діяч і науковець.

## Померли
- 6 серпня — Георг Вильгельм Рихман, російський фізик.
- грудень — Томас Мелвіл шотландський філософ.